# Cystobasidium sebaceum
Cystobasidium sebaceum är en lavart som beskrevs av G.W. Martin 1939. Cystobasidium sebaceum ingår i släktet Cystobasidium och familjen Cystobasidiaceae.   Inga underarter finns listade i Catalogue of Life.